# 関野直樹
関野直樹 （せきのなおき、1975年- ）は日本のピアニスト、芸術博士である。

## 経歴
船橋市出身、5歳の時にピアノを習い始め、日本大学豊山高等学校を経て日本大学芸術学部に入学。1998年に首席で卒業。リサイタル活動の傍ら日本大学大学院芸術学研究科に進学し修了。2006年「リストの超絶技巧」に関する論文で博士号を所得。
現在は活動拠点をハンガリーに移している。

## 人物
- 高校時代は体操部に所属。
- 大学院時代はリストの研究をし、今でもリストの楽曲を多く演奏する。
- 母校である日本大学豊山高等学校の50周年行事で演奏をした。

## 出演した主な演奏会
- 読売新人演奏会
- 家永ピアノオーディション合格者紹介演奏会
- 飯塚新人音楽コンクール
- 第3回フランツ・リスト国際ピアノコンクール
- 04年日本-EU交流年記念コンサート

## 獲得した主な賞
- 日本大学芸術学部長賞
- 第20回飯塚新人音楽コンクール最優秀大賞、文部大臣賞奨励賞、朝日新聞社賞（リスト作曲  巡礼の年　第2年「イタリア」 S161第７曲 「ダンテを読んで」）

## CD
- フランツ・リストの世界 関野直樹（2008年11月28日）

## その他
- 2001年～2003年ハンガリー政府給費留学生
- 2003年日本大学大学院海外派遣奨学生
- MDオフィス所属